# Saga Vanninen
Saga Vanninen (Tampere, 4 de mayo de 2003) es una deportista finlandesa que compite en atletismo, especialista en pruebas combinadas.
Ganó tres medallas en el Campeonato Mundial de Atletismo en Pista Cubierta, en los años 2024 y 2025, y una medalla de oro en el Campeonato Europeo de Atletismo en Pista Cubierta de 2025.

## Palmarés internacional
| Campeonato Mundial en Pista Cubierta | Campeonato Mundial en Pista Cubierta | Campeonato Mundial en Pista Cubierta | Campeonato Mundial en Pista Cubierta |
| Año                                  | Lugar                                | Medalla                              | Prueba                               |
| ------------------------------------ | ------------------------------------ | ------------------------------------ | ------------------------------------ |
| 2024                                 | Glasgow (Reino Unido)                | Medalla de plata                     | Pentatlón                            |
| 2025                                 | Nankín (China)                       | Medalla de oro                       | Pentatlón                            |
| Campeonato Europeo en Pista Cubierta |                                      |                                      |                                      |
| Año                                  | Lugar                                | Medalla                              | Prueba                               |
| 2025                                 | Apeldoorn (Países Bajos)             | Medalla de oro                       | Pentatlón                            |